# Репино (Оренбургский район)
Репино — село в Оренбургском районе Оренбургской области. Входит в состав Струковского сельсовета.

## География
Село расположено недалеко от районного центра — Оренбурга.
Часовой пояс
Село Репино как и вся Оренбургская область, находится в часовой зоне МСК+2. Смещение применяемого времени относительно UTC составляет +5:00.

## Население
| 2010 |
| ---- |
| 344  |